# Канелони
Канелони (итал. cannelloni) је италијанска тестенина (макарони) у облику цеви пречника око 2-3 цм и дужине око 10 цм. То су цилиндрични тип лазања који се обично послужују печени са пуњењем и прекривени сосом. Канелони су јело које припада италијанској кухињи. Популарни надеви укључују спанаћ и рикоту или млевено говеђе месо. Пуњена цилиндрична сува тестенина су тада обично прекривене сосом од парадајза.
Канелони су такође типично јело каталонске кухиње, где их зову канелони и традиционално се једу на дан Светог Стефана. 
Ране референце на macheroni ripieni (пуњене тестенине) могу се пратити до 1770; али чини се да се реч канелони појавила на размеђу 20. века.  Маникоти су америчка верзија канелонија, мада се термин често односи на стварно печено јело.  Првобитна разлика може бити у томе што се канелони састоје од листова тестенине умотаних око пуњења, а маникити су машински екструдирани цилиндри испуњени са једног краја. 